# 穆斯考爾公園
穆斯考爾公園（德語：Muskauer Park）是位於德國和波蘭之間，橫跨兩國界河尼薩河的有一座英式庭園，面積達560公頃。這個公園於1815年開始修建。在二戰期間，這座公園成為戰場，庭園內的城堡和橋樑受到破坏。戰後由於國境線變遷，公園被德國和波蘭兩國分割，並且得到了修復。2004年，公園被列入世界文化遺產。

## 外部連結
- Stiftung Fürst Pückler Park Bad Muskau （页面存档备份，存于）
- Muskauer Park / Park Mużakowski （页面存档备份，存于） UNESCO Officiel Website